# Campionati jugoslavi di sci alpino 1973
Ai Campionati jugoslavi di sci alpino 1973 furono assegnati i titoli di discesa libera, slalom gigante, slalom speciale e combinata, sia maschili sia femminili.

## Risultati
| Specialità      | Uomini          | Donne         |
| --------------- | --------------- | ------------- |
| Discesa libera  | Miran Gašperšič | Barbara Pikon |
| Slalom gigante  | Marko Kavčič    | Irena Jež     |
| Slalom speciale | Marko Kavčič    | Irena Jež     |
| Combinata       | Blaž Jakopič    | Irena Jež     |